# Caffè Pasticceria Piccardo
Il Caffè Pasticceria Piccardo è un locale storico della città di Imperia, di centenaria tradizione. Si trova nel centro storico dell'abitato di Oneglia, sotto i rinomati portici di piazza Dante, cuore del passeggio. È iscritto all'associazione dei Locali storici d'Italia e segnalato da numerose guide italiane e straniere per l'eccellenza dei prodotti artigianali, la particolarità degli antichi arredi, che conservano ancora intatto il fascino umbertino degli anni venti, la professionalità del servizio.

## Storia

### Gli inizi
La fondazione del Caffè Piccardo risale al 1905, quando ancora Imperia non esisteva (fu fondata nel 1923) e Oneglia era una città a sé stante. In arrivo da Voltri, Giacomo Piccardo insieme alla sorella Teresa rileva il Caffè della Posta, in quella che all'epoca si chiamava ancora piazza Maria Teresa, e lo trasforma nell'Ideal Bar, un locale più moderno e funzionale, dall'arredamento ispirato ai più ambiziosi canoni di una grande città come Genova.
Nel 1910 viene attuata un'altra ristrutturazione che muta l'Ideal in Splendid Bar, una struttura ancora più elegante e avveniristica, esaltata anche da una molto favorevole recensione della Cronaca Onegliese del Giornale Ligure del 1º ottobre.
In breve, lo Splendid Bar viene affiancato dalla Premiata Pasticceria Genovese, attività gestita proprio dalla sorella di Giacomo, Teresa.

### Gli anni Venti
Negli anni venti, i due locali vengono accorpati, all'angolo di piazza Dante con la centralissima via Bonfante, in un'unica lussuosa struttura, destinata a entrare nella storia di Imperia e non solo. In quella che ormai è diventata la capitale dell'olio di oliva, i signori della città si incontrano giorno e notte per stringere patti e formare alleanze, facendo affari più che in ditta. Il Caffè Piccardo Pasticceria acquista la fama di locale di élite, in cui si entra solo se laureati, mentre le torte e gli altri i prodotti del laboratorio di pasticceria sono contesi per i rinfreschi più esclusivi della Riviera.

### Il dopoguerra
Dopo la seconda guerra mondiale, la gestione del Caffè passa nelle mani del figlio di Giacomo, Ambrogio, che eredita un locale con già mezzo secolo di storia alle spalle. Oltre a bere caffè e mangiare brioche, da Piccardo gli imperiesi seguono i piccoli e grandi eventi del periodo, dalle peripezie calcistiche della squadra locale all'arrivo della televisione e delle prime puntate di Lascia o raddoppia?.
Negli anni del boom economico, la Riviera si riempie di turisti e la popolarità di Piccardo cresce a vista d'occhio, sia per i dolci favolosi, sia per i tanti personaggi annoverati tra la sua clientela a cinque stelle. L'episodio forse più famoso della vasta aneddotica del locale – riportato da vari siti e giornali – è una memorabile incursione del ciclista Fausto Coppi che, in testa alla Milano-Sanremo con oltre dieci minuti di vantaggio, smonta dalla bicicletta per prendersi un caffè da Piccardo e poi riparte velocissimo verso la vittoria.
Tra gli altri, si vedono al bancone di Piccardo, anche il senatore (e poi Presidente della Repubblica) Sandro Pertini, lo scrittore Italo Calvino, il pubblicitario Armando Testa, il compositore Luciano Berio, l'artista Georg Baselitz.

### La ristrutturazione degli anni 70
Nel 1973, l'improvvisa scomparsa di Ambrogio, nel frattempo diventato Cavaliere del Lavoro e fondatore della Unione Commercianti a Imperia, costringe le figlie Carla e Maria Teresa a prenderne il posto. Le due sorelle danno subito vita a una profonda ristrutturazione del locale, che viene ingrandito e rinnovato, senza però rinunciare al suo stile classico e inconfondibile.
Nel 1987, al Caffè Pasticceria Piccardo, si affianca, negli spazi della sala da tè, il Piccardilly, un ristorante espresso nato per soddisfare tutte le esigenze di una clientela ormai interclassista. Sotto le scritte dorate che sulle antiche facciate di mogano recitano Pasticceria, Liquoreria, Confetteria, Gelateria, le due sorelle Carla e Maria Teresa portano avanti con orgoglio e impegno l'attività iniziata dal nonno Giacomo e proseguita dal padre Ambrogio. Le segnalazioni e gli elogi ricevuti dalle guide non si contano, così come i complimenti dei turisti italiani e stranieri, che hanno ormai fatto di Piccardo una tappa fissa delle vacanze in Riviera.

### Il recupero storico del 2003
Nel 2003, un nuovo, ambizioso lavoro di ristrutturazione, con un elaborato intervento di recupero storico, accorpa i locali contigui della pasticceria e del ristorante in una unica, più funzionale struttura. L'anno successivo, in vista dell'imminente centenario, il Caffè Pasticceria Piccardo viene ammesso all'associazione dei Locali Storici d'Italia - unico bar in tutta la provincia di Imperia - e il sindaco di Imperia consegna alle sorelle Carla e Maria Teresa una targa di merito, unica nel suo genere, per l'attività svolta a favore della promozione dell'offerta ricettiva cittadina.
Oltre che sulle guide specializzate, Piccardo inizia a uscire anche su riviste generaliste come GQ, Dove, Donna Moderna, Specchio de La Stampa. Il Secolo XIX e le edizioni liguri de Il Giornale e La Stampa enfatizzano ogni successo raggiunto dal locale, riprendendo in una occasione anche le parole dell'assessore regionale alla cultura Fabio Morchio, che nel 2007 ha definito i locali storici della Liguria «un formidabile patrimonio culturale».
Nella primavera del 2016 la giornalista americana Janen McCrae e i fotografi Jered e Ashley Gruber hanno visitato la pasticceria per realizzare un racconto illustrato per l'azienda produttrice di biciclette Specialized sulla storia del locale e il suo legame con il mondo del ciclismo, dovuto all'aneddoto del caffè preso al volo da Fausto Coppi durante la Milano-Sanremo del 1946.
Il 22 febbraio 2020 il telegiornale Studio Aperto di Italia 1 ha dedicato a Piccardo un servizio sulla sua storia e i suoi prodotti. Il giornalista Francesco Mortola ha intervistato le due nipoti del fondatore, Carla e Maria Teresa Piccardo, e anche il novantenne Umberto Borelli, storico cliente ed ex pasticcere del locale  e ultimo testimone del caffè preso al volo da Coppi nel 1946.

## Locale
Pur essendo stato sottoposto nel corso dei decenni a ristrutturazioni e traslochi di considerevole portata, il Caffè Pasticceria Piccardo di Imperia ha sempre cercato di mantenere intatto il caratteristico stile umbertino, unendo innovazione e tradizione in allestimenti di grande impatto visivo, ma allo stesso tempo anche molto funzionali.
Dopo l'ultimo trasloco del 2003, con l'intervento di recupero storico degli ebanisti Alfonso e Giorgio Maligno, il Caffè Pasticceria Piccardo si presenta al numero 2 di piazza Dante, sotto i portici di Oneglia, con tre facciate in mogano antico, decorate con specchi, colonne e capitelli finemente intarsiati, e su cui si stagliano le grandi scritte dorate che insieme al nome del locale, ne declinano le principali offerte: Pasticceria, Liquoreria, Confetteria.

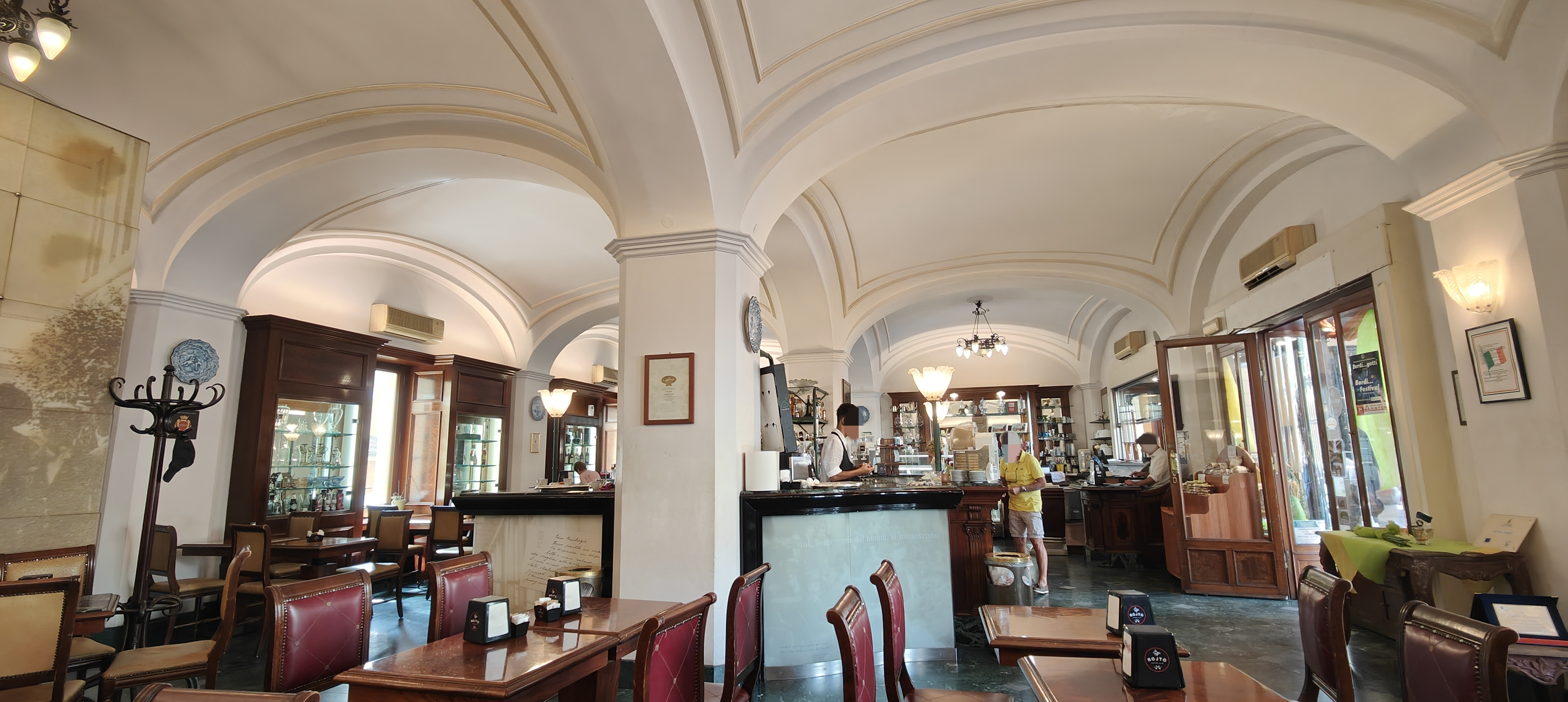
Interni del locale storico

Dentro, una ampia sala di circa 150 metri quadrati è illuminata da neon, lampade e plafoniere in vetro di Murano. Al centro, intorno ai pilastri che sorreggono il soffitto a volta, troneggia un mastodontico bancone a isola di marmo verde, con le tradizionali decorazioni in stile umbertino del locale che si alternano a pannelli in plexiglas retro illuminati, contenenti le foto in bianco e nero che raccontano la storia della famiglia Piccardo.
Sulla destra si stagliano l'ampia vetrina della pasticceria e quella refrigerata della gelateria. A sinistra, nello spazio della sala da tè, fa bella mostra di sé il blasone di famiglia, montato su una parete su cui è stampata una grande riproduzione retro illuminata della fotografia della inaugurazione dell'Ideal Bar, il primo locale aperto a Oneglia dai Piccardo nel 1905.
Dietro il bancone c'è lo spazio per il lunch, con l'angolo cottura dove vengono preparati i piatti espressi. Il piano di sopra della struttura ospita invece il laboratorio della pasticceria, quello della gelateria, la cucina del bar e del ristorante, l'ufficio e il magazzino. Nel sottosuolo si trovano le cantine, incredibilmente vaste anche per un locale così grande, dove tra l'altro sono tenuti molti vecchi macchinari.

## Citazioni
Nel corso della sua centenaria storia, il Caffè Pasticceria Piccardo è stato citato e utilizzato come scenario da moltissime opere di fiction, come romanzi, racconti, film, telefilm italiani e stranieri. Il caso più curioso è forse quello del romanzo di fantascienza Il codice dell'Apocalisse di Andrea Carlo Cappi e Alfredo Castelli (pubblicato nel 2001 sul trimestrale da libreria M-Rivista del Mistero e poi nel 2007 ristampato in volume da Alacran Edizioni), in cui il popolare personaggio dei fumetti della Sergio Bonelli Editore Martin Mystère raggiunge insieme all'assistente Java il Caffè Piccardo a Imperia mentre indaga su una misteriosa setta satanica. Tra i tavolini del rinomato locale, il detective dell'impossibile incontra lo scrittore e giornalista Marco Vallarino, anche lui studioso dell'occulto, che gli permetterà di proseguire l'indagine accompagnandolo nella villa, sulle alture di Alassio, dell'oscuro rocker Asta Roth. Vallarino a sua volta ha pubblicato nel 2018 il romanzo Il cuore sul muro, storia d'amore ambientata a Imperia che utilizza il Caffè Piccardo come luogo d'incontro dei suoi personaggi. Invece nel 2012 era stato lo scrittore Ugo Moriano a citare il locale nel suo romanzo noir L'arte del delitto. Anche nell'antologia Raccontare Imperia vol. 2, uscita nel 2018, c'è un racconto, scritto da Roberto Negro, che parla di Piccardo e del caffè preso al volo da Fausto Coppi nel 1946.